# Венедикт Бобчевски
Венедикт Петров Бобчѐвски е български диригент и композитор.

## Биография
Роден е през 1895 година във Варна и е син на политика Петър Бобчевски. Негов първи учител по пиано и теория на музиката е композиторът Добри Христов.
В края на 1919 година работи в София като помощник-диригент на основания по това време оперетен театър „Ренесанс“. Учи 1920 година учи във Виена различни музикални дисциплини като хармония, контрапункт и други. В периода 1922 – 1924 година следва композиция и диригентство в Мюнхен под ръководството на австрийския композитор и диригент Зигмунд фон Хаузегер. Завръща се в България през 1925 година.
През 1926 година Бобчевски постъпва на работа в Народната опера като помощник-диригент, а впоследствие става редови диригент. На тази длъжност е до 1940 година, като междувременно поставя на сцена и дирижира повече от 40 опери, някои от които – за първи път на българска сцена.
От 1940 до 1944 година е началник на отдел „Народна музика“ в Радио София. Между 1939 и 1943 година прави концертни турнета като гост-диригент на оперни постановки и симфонични радиоконцерти в Германия, Австрия и Югославия. През различни периоди на кариерата си дирижира хор „Кавал“ и Хора на софийските учителки.
Като композитор Венедикт Бобчевски създава над 100 хорови и над 300 солови песни, две опери по собствено либрето, симфонични и камерни пиеси, както и театрална музика. Първата му опера „Княз отшелник“ е поставена за първи път на сцената на Софийската народна опера на 6 май 1932 година; неин режисьор е Христо Попов, а художник на постановката – Димитър Гюдженов. Втората си опера „Лъжата в живота“ завършва през 1944 година. Пише музиката за игралните филми „Безкръстни гробове“ (1931) и „Грамада“ (1936).
Бобчевски се изявява и като автор на критични статии по музикално-обществени въпроси. През 1928 и 1929 година е в редактционната колегия на списание „Музикален живот“. Прави преводи на либретата на множество опери, поставени на сцената на Софийския оперен театър. През 1958 година е издадена
историко-критичната му студия „Изкуството на диригента“ (Наука и изкуство, София, 180 страници).
Съпруг е на дъщерята на Константин Величков Софийка (1897 – 1972).